# Vlha núbijská
Vlha núbijská (Merops nubicus) je pták z čeledi vlhovitých.

## Popis
Dorůstá 26 cm, je štíhlá, převážně červeně zbarvená s modrozelenou hlavou a výraznou černou páskou přes oči. Zobák má černý, zašpičatělý a mírně zahnutý. Nápadná jsou také její prodloužená střední rýdovací pera.

## výskyt
Zdržuje se zpravidla v blízkosti vody, ale i ve stepích s porosty keřů na území subsaharské Afriky; je tažná.

## Biologie
Živí se včelami a jiným létajícím hmyzem, jakým jsou např. sarančata nebo kobylky. Na kořist přitom číhá z pozorovatelny a ukořisťuje ji v letu. Hnízdí v koloniích v písčitých březích, kde si sama buduje dlouhé nory. Na jejich konci pak klade 3–5 vajec.